# Rauschende Melodien
Rauschende Melodien (Alternativtitel: Die Fledermaus) ist ein deutscher Musikfilm der DEFA von Ernst Wilhelm Fiedler aus dem Jahr 1955. Er beruht auf der Operette Die Fledermaus von Johann Strauss.

## Handlung
Vor kurzem wurde Notar Falke von Dr. Gabriel Eisenstein nach einem Trinkgelage blamiert und will nun spielerisch Rache nehmen. Nicht zuletzt hofft er, dabei den Prinzen Orlofsky nach einigen Wochen mal wieder zum Lachen zu bringen. Nach Lachen ist Gabriel unterdessen nicht zumute. Er soll wegen Beleidigung einer Amtsperson für mehrere Tage hinter Gitter. Falke bittet sich von Gefängniswärter Frank einen Aufschub aus: Für seine Rache soll Gabriel am Abend noch an der Tanzveranstaltung des Prinzen Orlofsky teilnehmen und erst am nächsten Morgen seine Haftstrafe antreten. Zum Dank übergibt ihm Falke eine Einladung zum Ball des Prinzen. Frank soll dabei jedoch den Namen eines französischen Edelmanns annehmen. Einladungen erhalten, ohne dass sie es voneinander wissen, auch Gabriel, der unter dem Namen eines französischen Edelmanns erscheinen soll, seine Frau Rosalinde, deren Zofe Adele und Rosalindes Liebhaber, der Tenor Alfred. Gabriel gibt vor, bereits früher verhaftet worden zu sein, und begibt sich nun heimlich zum Ball. Frank ist angeblich auf der Sitzung des Ministeriums, während Adele eine kranke Tante vorschiebt, um heimlich zum Ball gehen zu können. Rosalinde wiederum ist es recht, dass das Haus leer ist: Sie kann sich so ungestört mit Alfred treffen.
Auf dem Ball kommt es zum Zusammentreffen von Frank und Gabriel, die sich vorher noch nie gesehen haben und nun Interesse vortäuschen, weil sie den jeweils anderen ebenfalls für einen Franzosen halten. Gabriel wiederum sieht Adele, die ihm als Olga vorgestellt wird, und will sie erobern. Adele wiederum glaubt fälschlicherweise, Frank sei ein Theaterdirektor und sucht nun seine Nähe, da sie gerne wie ihre Schwester groß auf der Bühne herauskommen will. Falke signalisiert Gefängnisdirektor Frank, dass Gabriel als französische Amtsperon am nächsten Morgen sein Gefängnis inspizieren werde. Frank will nun sofort den Haftaufschub für Gabriel Eisenstein aufheben. Er fährt zu Gabriels Haus, wo er Rosalinde mit Alfred vorfindet, ihn für Gabriel hält und inhaftiert. Rosalinde ist nun allein und entschließt sich, mit Maske zum Ball des Prinzen zu gehen. Hier präsentiert sie sich als ungarische Gräfin, singt ein Lied und lässt die Flirts ihres Mannes über sich ergehen. Es gelingt ihr, ihm seine Taschenuhr abzunehmen, bevor sie vorzeitig nach Hause geht.
Am nächsten Morgen erscheint Frank verkatert in seinem Gefängnisbüro. Alfred hat sich die Nacht über beschwert. Nun erscheinen Adele und ihre Schwester und wollen beim vermeintlichen Theaterdirektor vorsprechen. Gefängniswärter Frosch wiederum hält beide für Verbrecherinnen und sperrt sie in eine Zelle. Kurze Zeit später erscheint Gabriel und er und Frank lüften ihr Inkognito. Gabriel gibt sich erschüttert, als er erfährt, dass seine Frau ihn mit Alfred betrogen hat, doch Rosalinde zeigt ihm kurz darauf seine Taschenuhr, die sie ihm als vermeintliche ungarische Gräfin abgenommen hat. Auch er war nie so ganz treu. Alfred, Adele und ihre Schwester kommen aus dem Gefängnis frei und Notar Falke klärt die gesamte Verwechslungskomödie als von ihm inszeniert auf. Prinz Orlofsky hat sich über die Verwicklungen herzlich amüsiert. Am Ende tritt Gabriel wie im Urteil benannt seine Haftstrafe an, während Rosalinde und die anderen weiterfeiern.

## Produktion
Rauschende Melodien wurde ab 1954 im Studio Babelsberg als erste Operettenverfilmung der DEFA gedreht. Die Kostüme schuf Hans Kieselbach, die Filmbauten stammen von Artur Günther. Der Film erlebte am 20. Mai 1955 im Berliner Kino Babylon und im DEFA-Filmtheater Kastanienallee seine Premiere und lief am gleichen Tag in den Kinos der DDR an. Mit rund 5 Millionen Zuschauern zählt Rauschende Melodien zu den besucherstärksten DEFA-Filmen in der DDR. Am 27. Mai 1955 war der Film erstmals im Versuchsprogramm des Fernsehzentrums Berlin im Fernsehen der DDR zu sehen und kam 2009 auf DVD heraus.

## Kritik
Karl-Eduard von Schnitzler stellte in Frage, inwieweit Stoffe wie Die Fledermaus im Sozialismus überhaupt verfilmt werden müssten, und fragte polemisch: „Freut sich nicht die Kinobesucherin Lieschen Würtz darüber, daß sich die albernen ‚Probleme‘ dieser Schmarotzer glücklich und endlich in Wohlgefallen auflösen?“
Der film-dienst nannte Rauschende Melodien „inszenatorisch wenig ehrgeizig, darstellerisch bisweilen komödiantisch.“ Für Cinema war es eine „lahme“ Operettenverfilmung.